# Euan Uglow
Pour les articles homonymes, voir Uglow.
Euan Uglow, né le 10 mars 1932 à Londres et mort le 31 août 2000 à Wandsworth (Londres), est un artiste peintre britannique. Il est surtout connu pour ses peintures de nus et de natures mortes telles que German Girl et Skull.

## Récompenses et distinctions
- 1972 : Prix de peinture John Moores pour Nude, 12 vertical positions from the eye[1]